# Taux potentiel de reproduction
Pour les articles homonymes, voir PRR.
Le taux potentiel de reproduction (en anglais potential reproductive rate, PRR) est défini en biologie comme le nombre maximum de descendants indépendants qu'un individu peut produire par unité de temps.